# Cocalodes platnicki
Cocalodes platnicki är en spindelart som beskrevs av Fred R. Wanless 1982. Cocalodes platnicki ingår i släktet Cocalodes och familjen hoppspindlar. Inga underarter finns listade i Catalogue of Life.